# Сиверек
Сиверек (тур. Siverek) — город и район в провинции Шанлыурфа (Турция).

## История
Люди жили в этих местах с древнейших времён. Впоследствии город входил в состав разных государств; в XVI веке он попал в состав Османской империи.